# اکمی مارکتس
اکمی مارکتس (انگلیسی: Acme Markets) شرکت خرده‌فروشی آمریکایی است، که در سال ۱۸۹۱ تأسیس شد.